# Ромен Амума
Ромен Амума (фр. Romain Hamouma; нар. 27 березня 1987, Монбельяр) — французький футболіст, півзахисник клубу «Сент-Етьєн».

## Ігрова кар'єра
У дорослому футболі дебютував 2004 року виступами за другу команду «Сошо», в якій провів два сезони, а з 2005 перейшов до аматорського клубу четвертого дивізіону «Безансон»..
Згодом з 2009 по 2010 рік грав у складі команди «Лаваль».
Своєю грою за останню команду привернув увагу представників тренерського штабу клубу «Кан», до складу якого приєднався 2010 року. Відіграв за команду з Кана наступні два сезони своєї ігрової кар'єри. Більшість часу, проведеного у складі «Кана», був основним гравцем команди.
До складу клубу «Сент-Етьєн» приєднався влітку 2012 року після того, як його колишній клуб не зміг зберегти місце у вищому французькому дивізіоні.

## Титули і досягнення
- Володар Кубка французької ліги (1):

«Сент-Етьєн»: 2012-13